# Allégorie aquatique

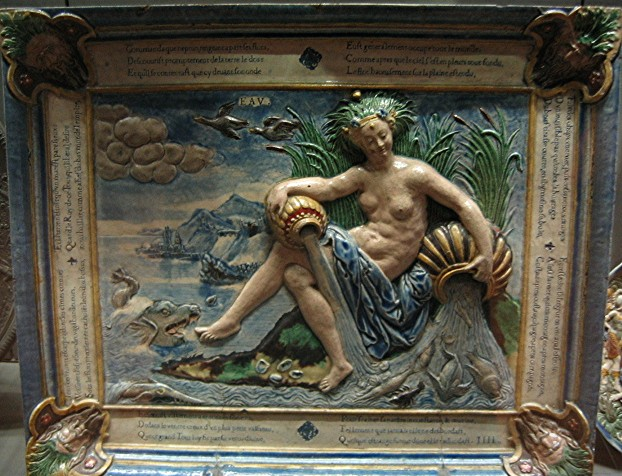
Allégorie de l'eau, plaque ornée du XVIe siècle, Musée du Louvre

Une allégorie aquatique est une représentation imagée, voire personnifiée, de l'eau. La plus connue est probablement celle du peintre Jan Brueghel l'Ancien. Cette allégorie fait partie d'une série de quatre tableaux : l'eau, le feu, la terre et l'air.

## Allégories fluviales
Une allégorie fluviale est une représentation artistique, de type anthropomorphique ou zoomorphique. Elle peut être présentée au moyen d'un poème, d'une peinture ou d'une sculpture à la gloire d'un fleuve, voire de la rencontre de plusieurs cours d'eau. Ce type d'allégorie se trouve également sur des bas ou hauts reliefs. Les mythologies fournissent de nombreuses allégories fluviales, par exemple les dieux fleuves grecs ou romains comme cette relation où Mercure dessine le Nil.
C'est par référence à la mythologie grecque que la corne d'abondance, attribut d'Achéloos, est souvent associée à des allégories fluviales.
Lorsque la représentation fluviale est anthropomorphique et féminine, elle est pulpeuse et plutôt paisible ; lorsqu'elle est masculine, elle est virile, chevelure longue, onduleuse, barbe fournie, muscles saillants. Les personnages sont assis ou étendus, parfois un coude appuyé sur une urne d'où sort le cours dont ils ont la maîtrise. Ils peuvent diriger une embarcation ou tenir une rame ou un gouvernail.

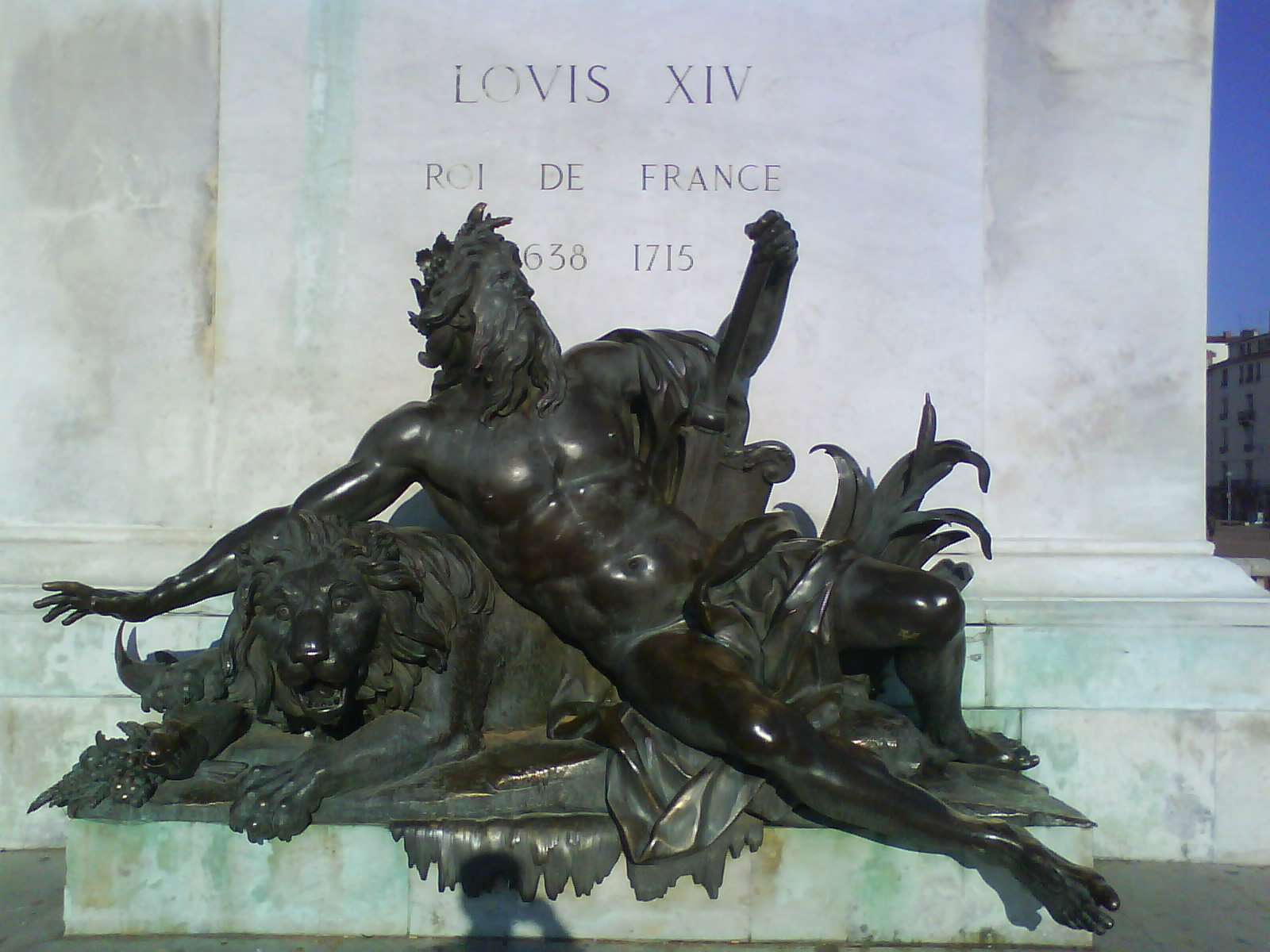
Allégorie du Rhône, sous la statue de Louis XIV, Place Bellecour à Lyon, France.

Selon que leur courant vient de l'orient ou de l'occident, les fleuves peuvent être représentées à droite ou à gauche. A Lyon, place Bellecour, ce que la statue équestre de Louis XIV, par François-Frédéric Lemot (voir illustration) illustre, c'est relativement à ladite sculpture la position respective du Rhône (représentation masculine à droite) et de la Saône (représentation féminine à gauche).
Les représentations ont plus rarement d'autres formes animales, comme sur le relief votif ou cette fresque, où Achéloos est représenté en taureau (voir photo V et VI).
- La fontaine des quatre fleuves, chacun pour un continent, du Bernin, représentant pour l’Europe, au nord, le Danube d'Antonio Raggi ; au sud, pour l’Afrique, le Nil, de J. A. Francelli ; à l’est, pour l’Asie, le Gange, de C. Poussin ; à l’ouest pour l'Amérique, le Río de la Plata, de Francesco Baratta.
- L'allégorie de la Seine et de l'Oise sur le fronton de la Préfecture de Seine-et-Oise qui unissent leurs eaux, par Georges Clère. La Seine y est représentée par un personnage féminin.
- La corne d'abondance est présente sur deux versions de Moïse sauvé des eaux de Nicolas Poussin, où le vieillard qui figure le Nil tient la corne d'abondance[5].

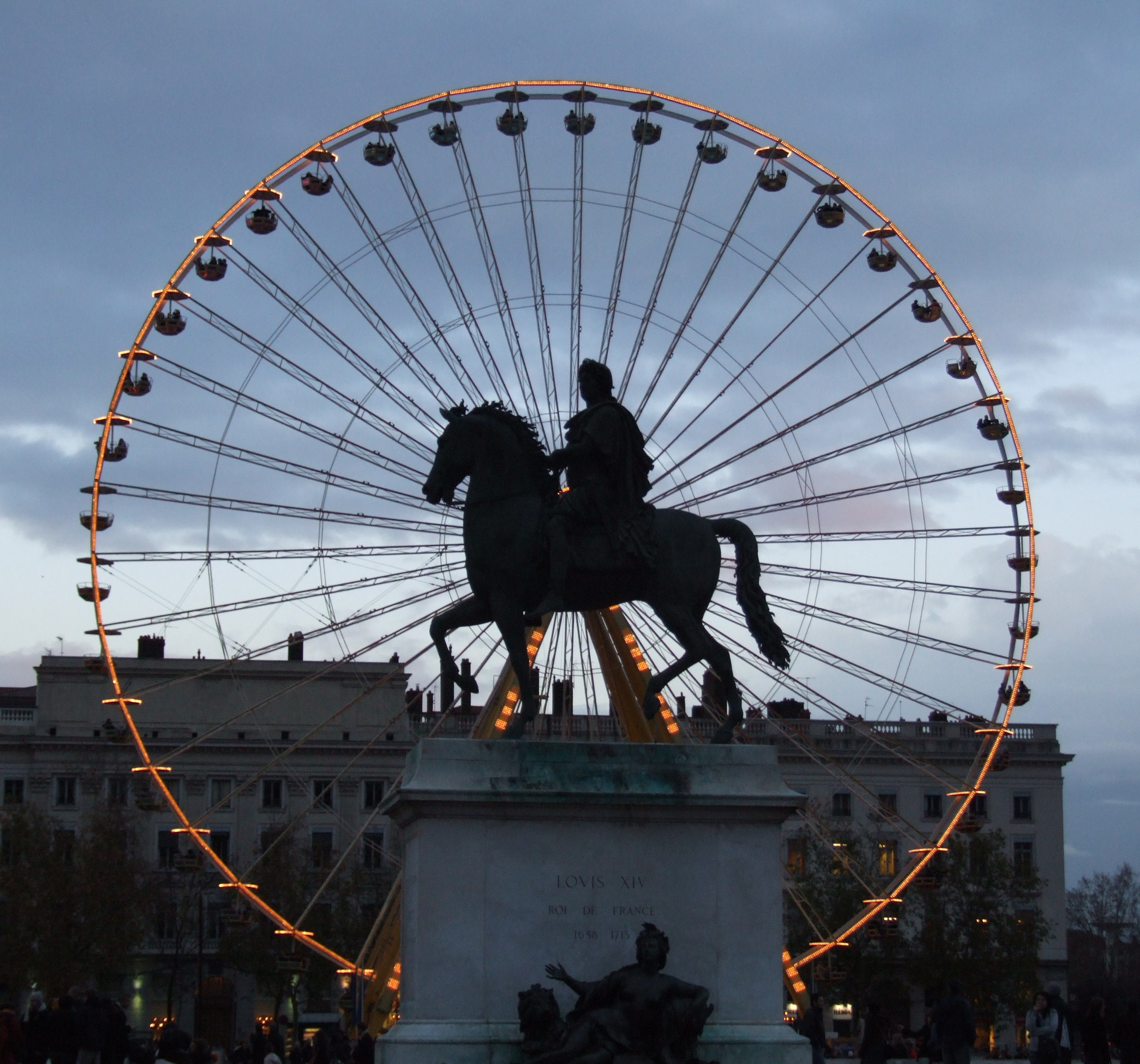
I. Allégorie de la Saône sous la statue de Louis XIV, Place Bellecour, Lyon
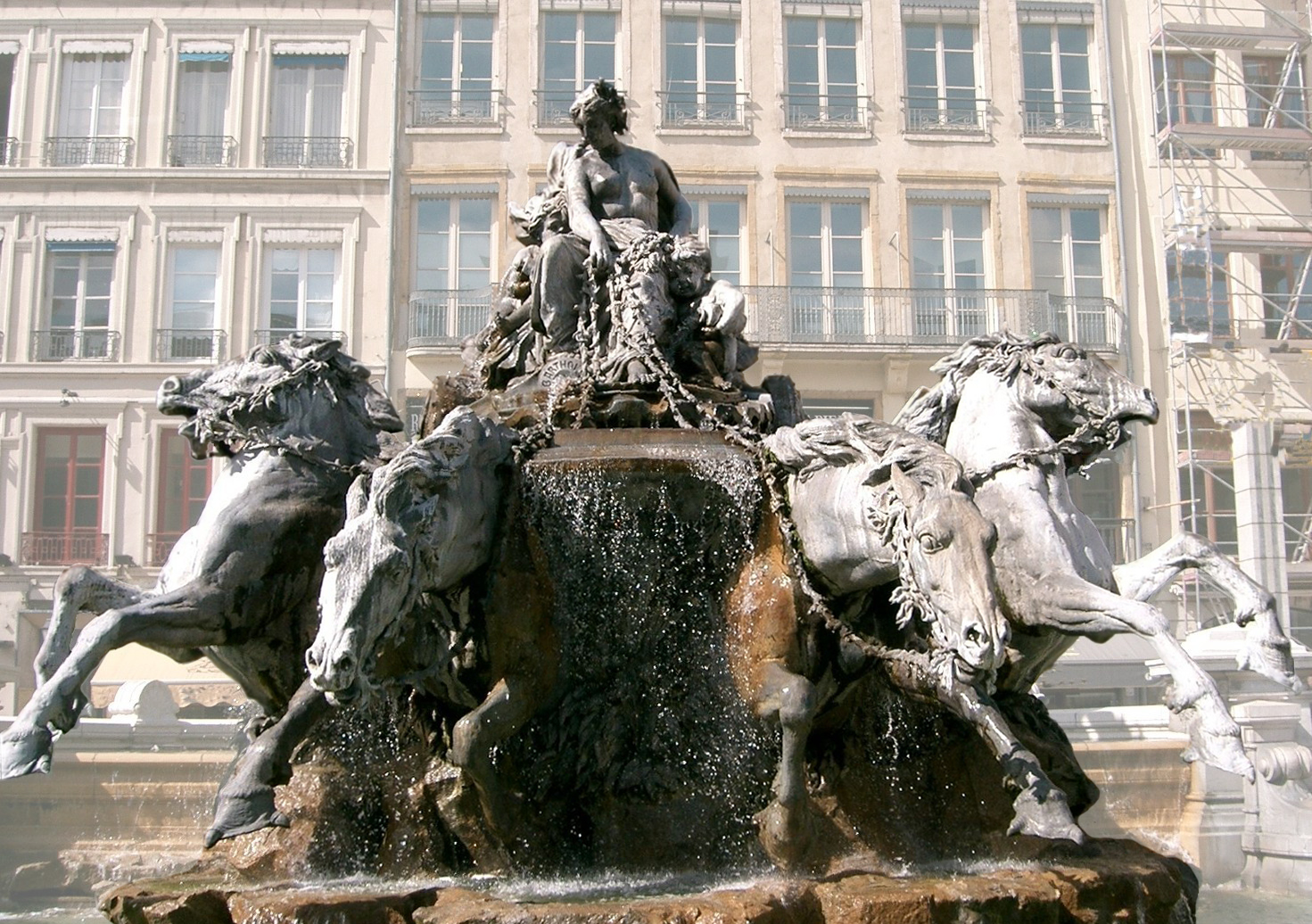
II. Chevaux de la Fontaine de Bartholdi (Lyon), place des Terreaux
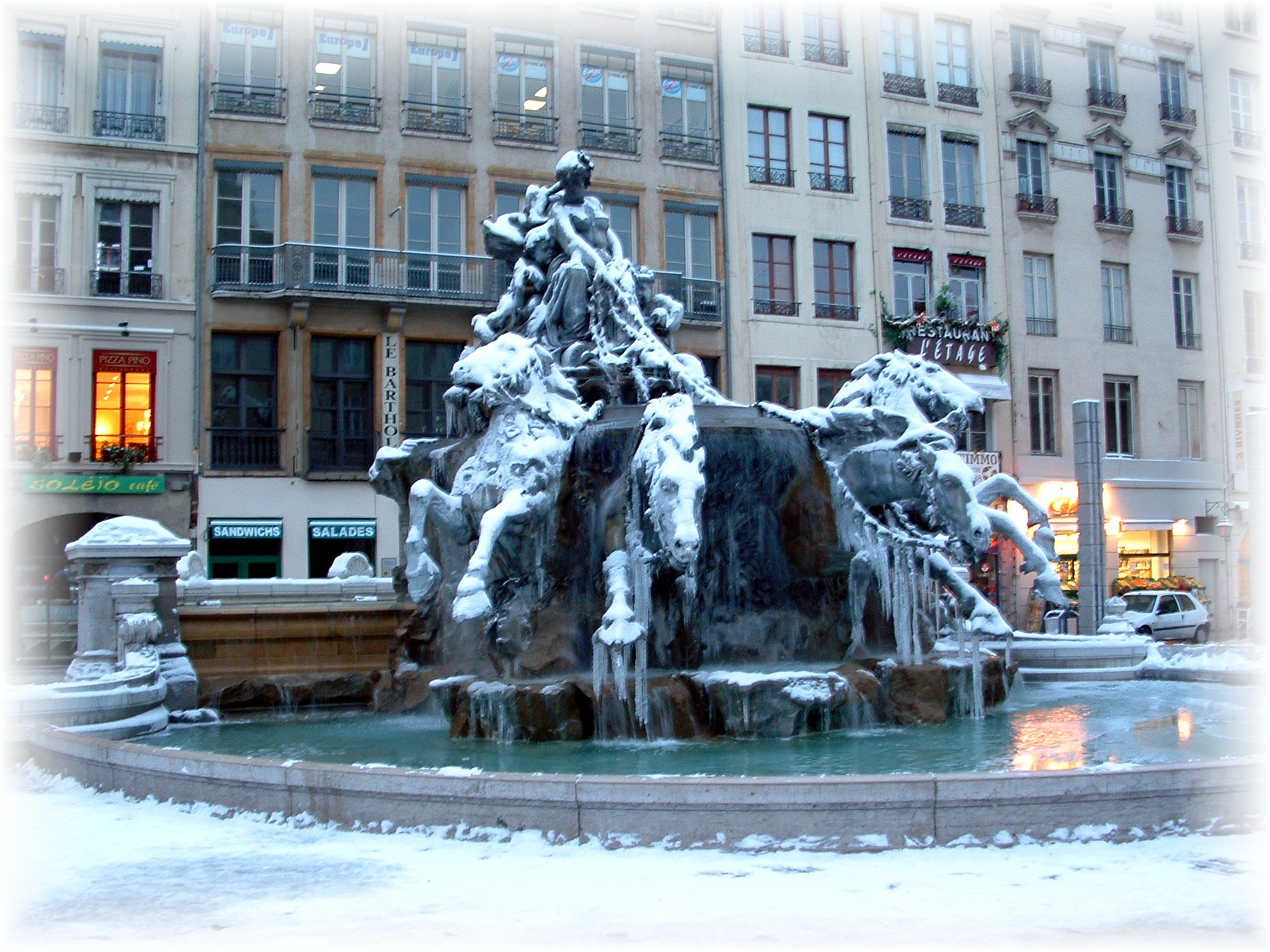
III. Fontaine de Bartholdi (Lyon) sous la neige.
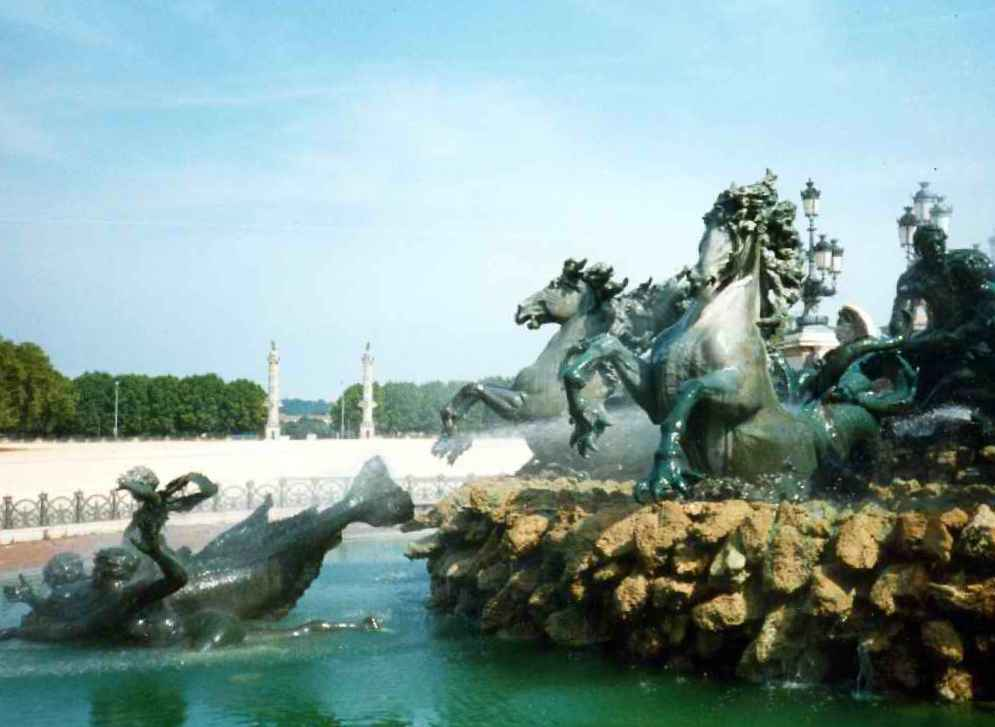
IV. Monument élevé à la mémoire des Girondins, Place des Quinconces, Bordeaux.
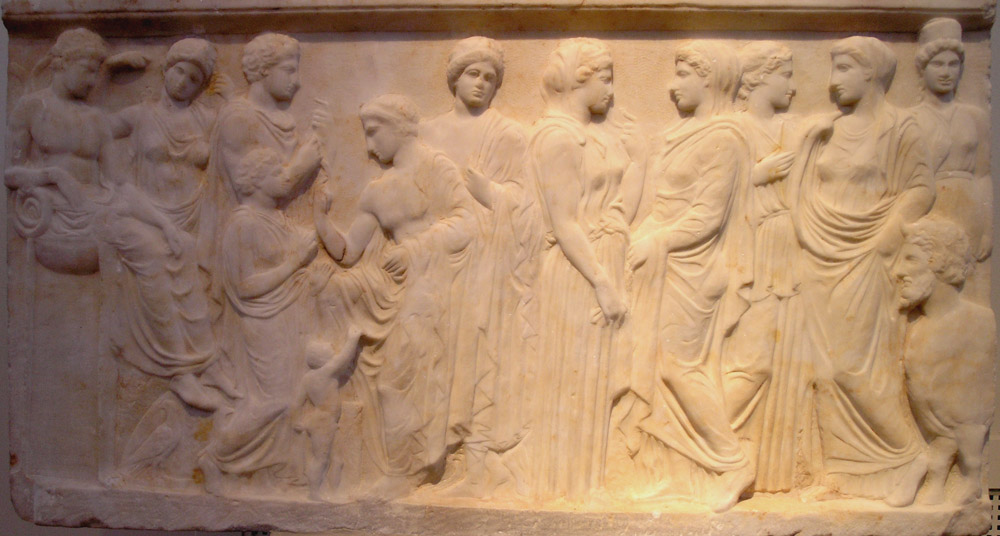
V. Relief votif représentant le dieu Céphise avec Achéloos en taureau anthropomorphique, Athènes.
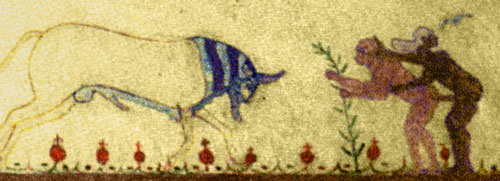
VI. Fresque étrusque montrant Achéloos sous la forme d'un taureau chargeant Héraclès, v. 550 av. J.-C.
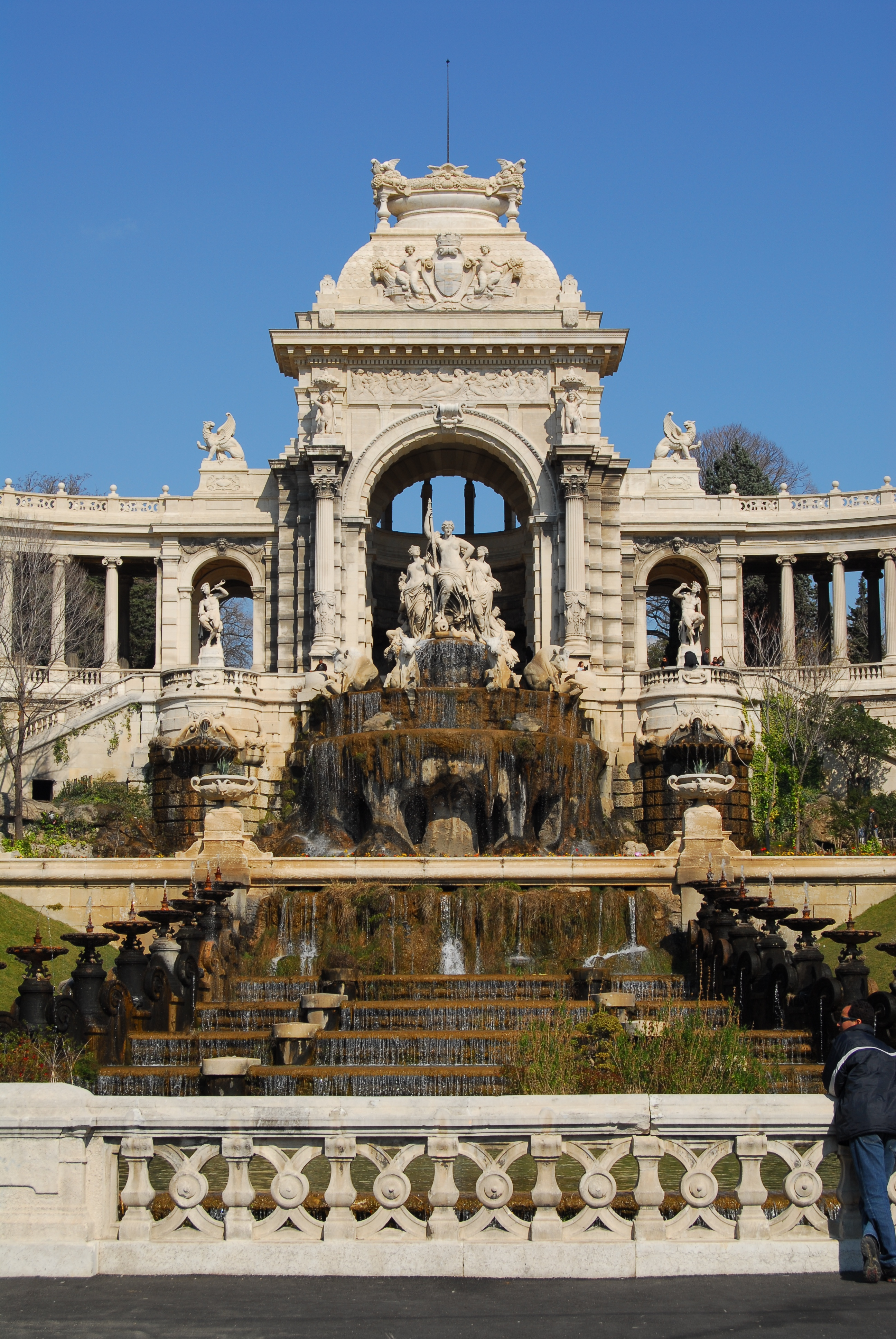
VII. Allégorie de la Durance au palais Longchamp, à Marseille
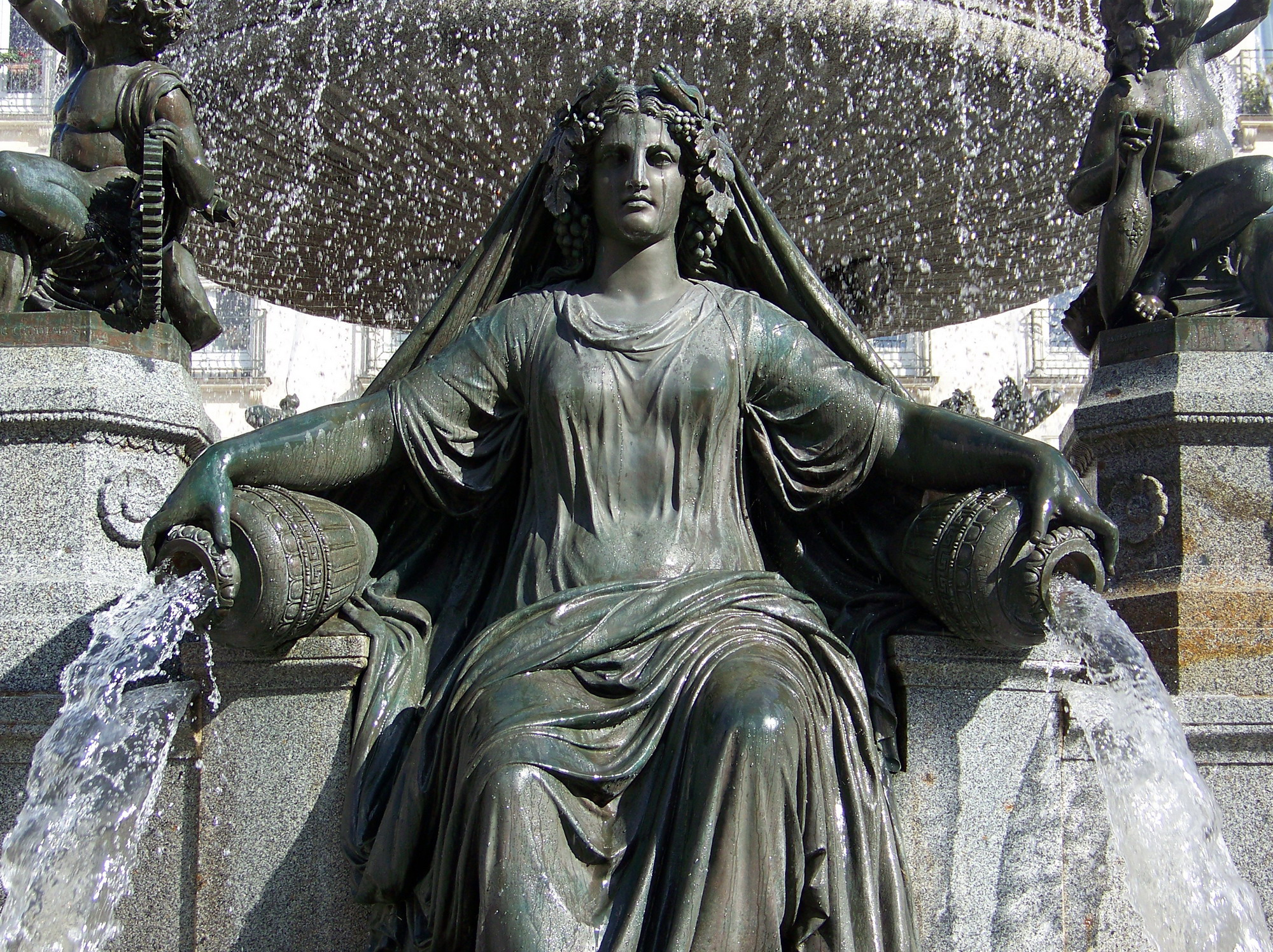
VIII. La Loire représentée sur la fontaine de la Place Royale à Nantes. Œuvre de Daniel Ducommun du Locle, fondue par Simon Voruz (1865).
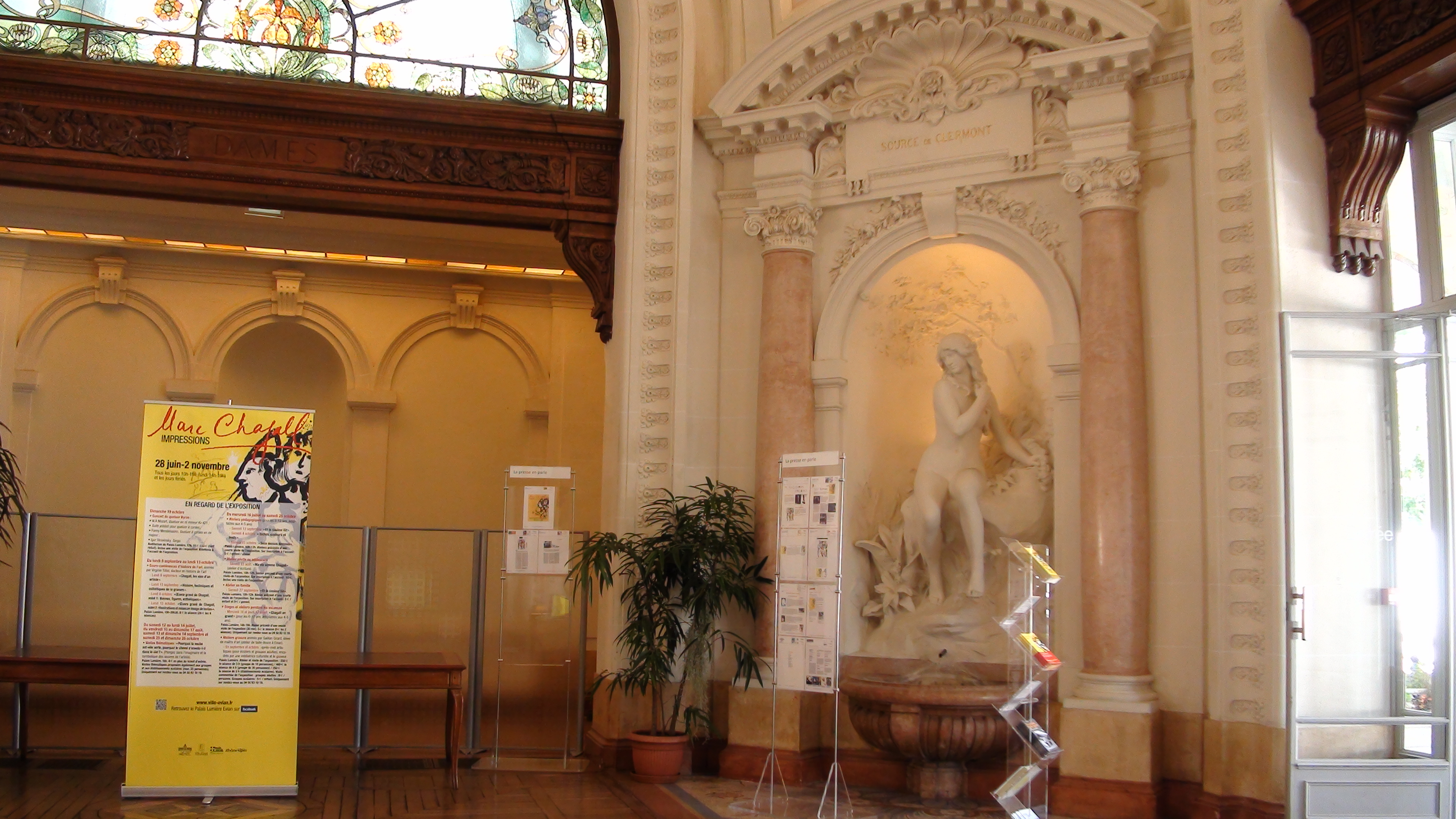
allégorie de la source de Clermont, l'une des sources d'Evian
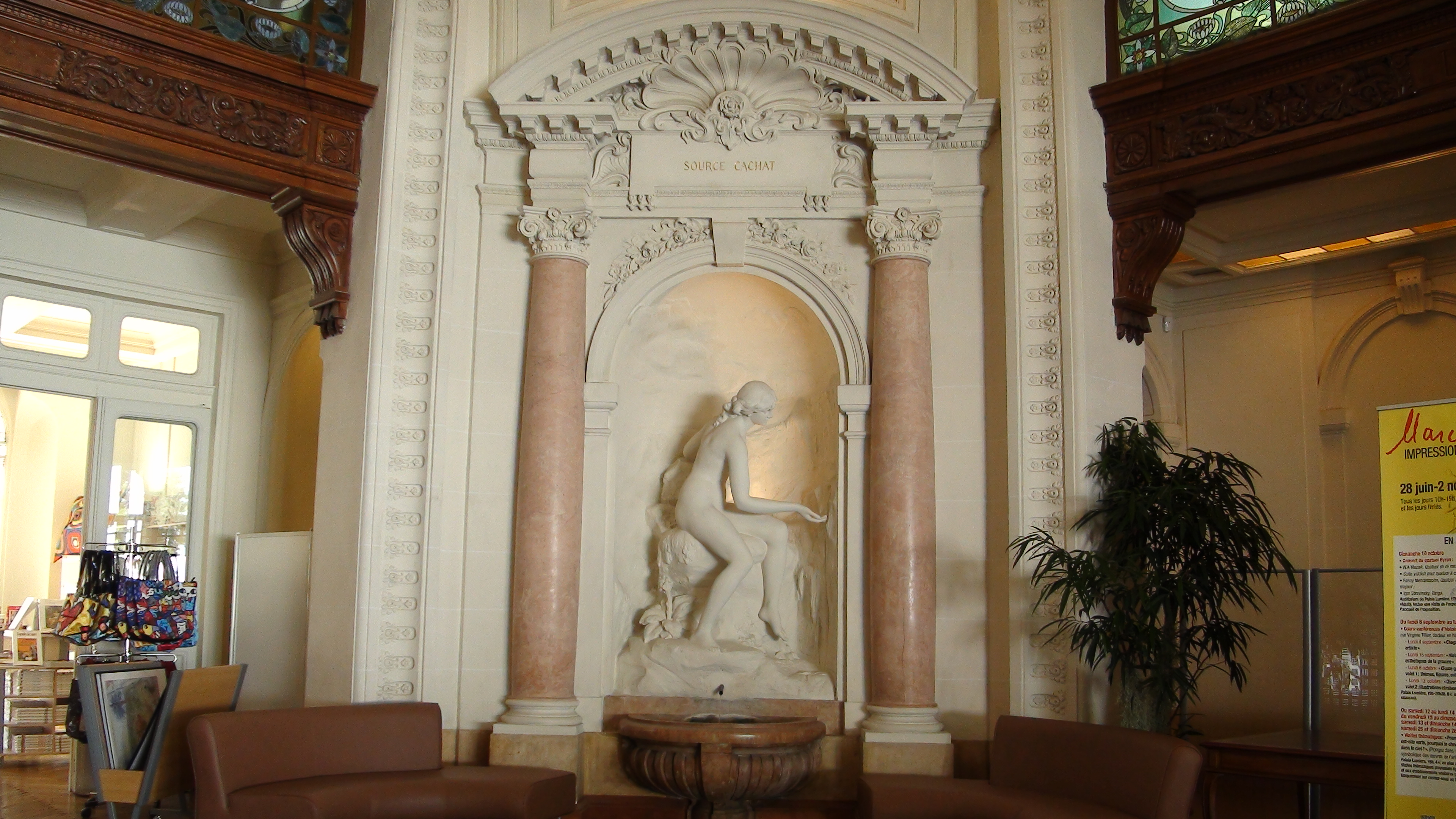
allégorie de la source Cachat, l'une des sources d'Evian
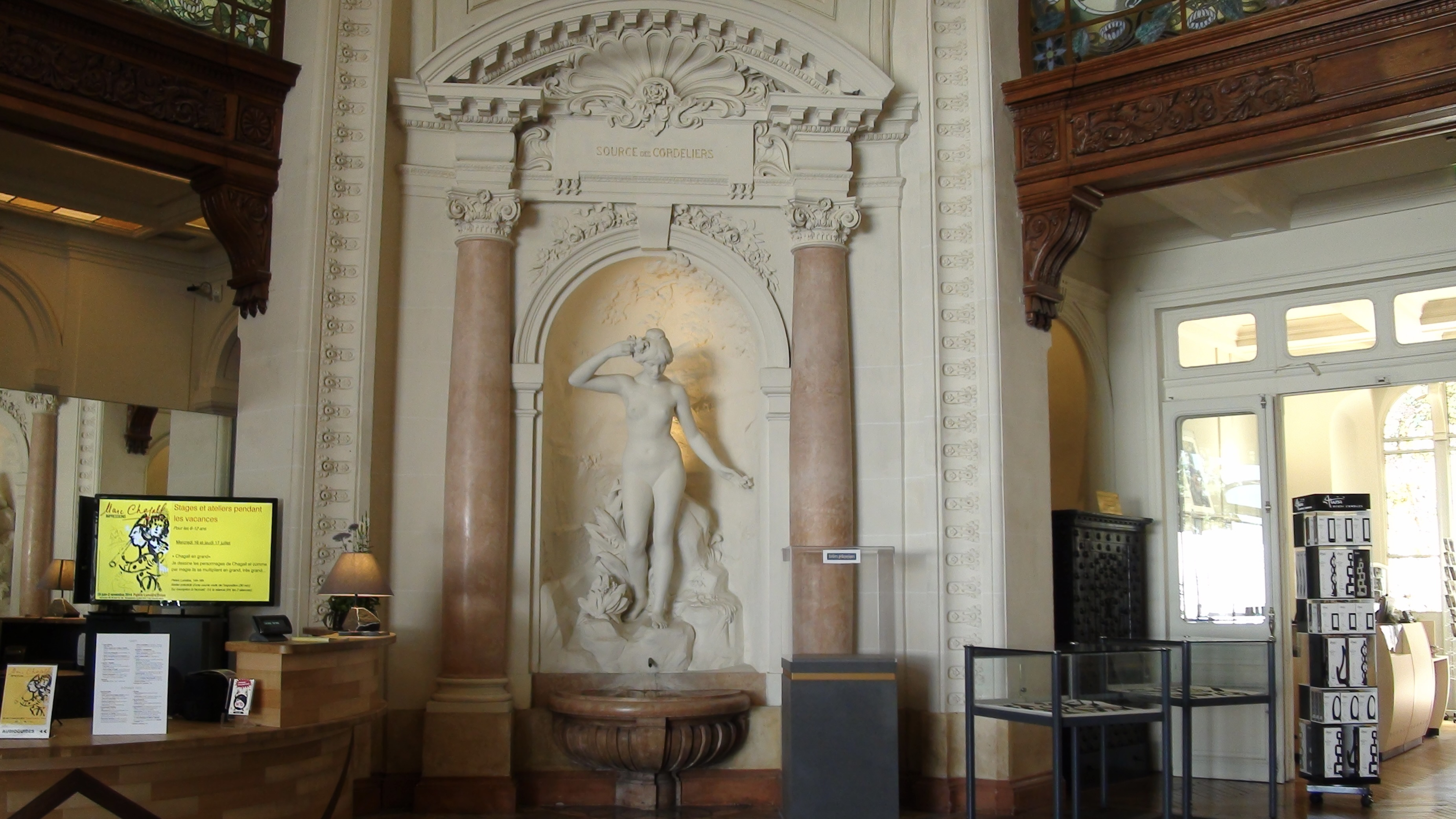
allégorie de la source des cordeliers, l'une des sources d'Evian
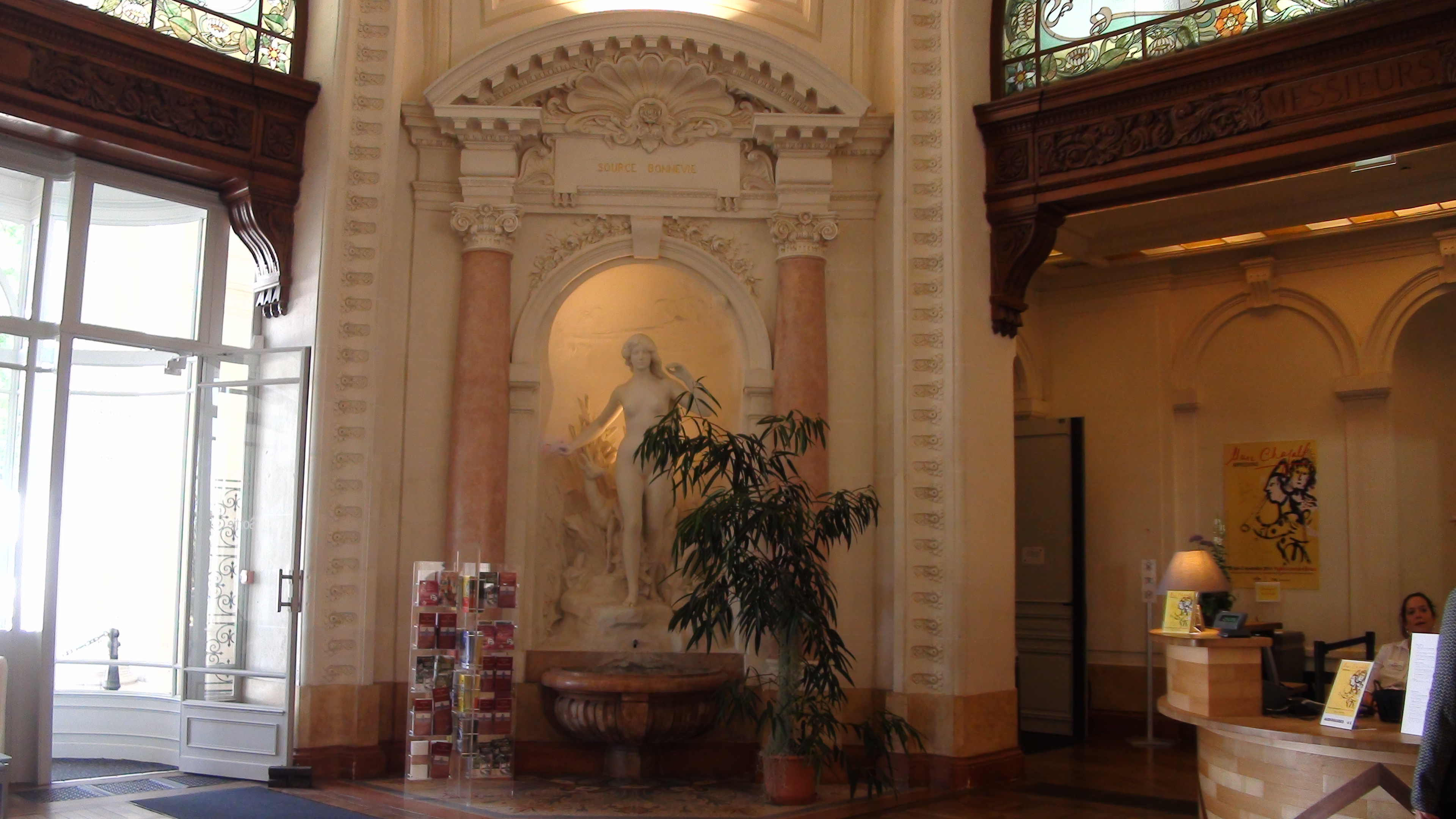
allégorie de la source Bonnevie, l'une des sources d'Evian

## Mythologie
- Le Styx
- Dieu fleuve